# Mlinarjev graben, Rateče
Mlinarjev graben je potok, ki izvira pod Sovško planino pri tromeji med Slovenijo, Avstrijo in Italijo in se nad naseljem Rateče priključi potoku Trebiža, ki v dolini pri nekdanjem mednarodnem mejnem prehodu Rateče (Italija-Slovenija) ponikne v občasnem jezercu. Nedaleč od njega so Zelenci, izvir Save Dolinke. 